# Сон султани
Сон султани — бенгальська феміністична утопічна історія 1905 року англійською мовою, написана Беґум Рокеєю, також відомою як Рокея Сахкават Хоссейн, мусульманською феміністкою, письменницею та соціальною реформаторкою з Бенгалії. Того ж року її було опубліковано в англійському журналі The Indian Ladies Magazine, що виходить у Мадрасі.

## Сюжет
Твір зображує феміністичну утопію (називається Леділенд), у якій жінки керують усім, а чоловіки усамітнені, у дзеркальному відображенні традиційної практики пурда. Жінкам допомагають «електричні» технології в стилі наукової фантастики, які дозволяють без праці займатися сільським господарством і літаючими автомобілями; жінки-вчені виявили, як вловлювати сонячну енергію та контролювати погоду. Результатом цього є «своєрідна ґендерна Планета мавп, де ролі змінені, а чоловіки замкнені в технологічно розвиненому майбутньому».
Там традиційні стереотипи на кшталт «чоловіки мають більший мозок» і жінки «від природи слабкі» протиставляються логікою на кшталт «слон також має більший і важчий мозок» і «лев сильніший за людину», але ні ті, ні інші не домінують над людьми. У Леділенді ліквідована злочинність, оскільки за все це вважалися відповідальними чоловіки. Робочий день триває лише дві години, оскільки раніше чоловіки витрачали шість годин на день для тютюнопаління. Релігія — це релігія любові та істини. Чистота стоїть понад усе, тому список «священних стосунків» (махрам) значно розширюється.

## Походження історії
За словами Хоссейн, «Сон султани» вона написала як спосіб згаяти час, поки її чоловік Хан Бахадур Саєд Сахават Хоссейн, заступник магістрату, був у відрядженні. Її чоловік був вдячною аудиторією та заохочував Хоссейн читати й писати англійською. Таким чином, написання «Сну султани» англійською мовою було способом продемонструвати своєму чоловікові її знання мови. Сахават був дуже вражений цією історією, і він заохотив Хоссейн надіслати її до журналу The Indian Ladies Magazine, який вперше опублікував історію в 1905 році. Пізніше оповідання було опубліковано у вигляді книги в 1908 році.
Хоссейн (1880—1932) народилася в багатій родині, яка володіла землею. Хоча вона вміла читати й писати урду, їй завадили вивчити бенгальську та англійську. У ті часи англійська вважалася мовою, яка відкриє дівчатам нові ідеї, які суспільство вважало непридатними. Рокея навчилася читати й писати англійською та бенгальською за допомогою своїх старших сестри та старшого брата. Вона написала «Сон султани», коли їй було лише 25 років. У 1910 році вона відкрила школу для дівчат у Калькутті, і школа працює донині.

## В художніх роботах
У 2018 році, щоб проілюструвати «Сон султани» американська художниця індійського походження Чітра Ганеш створила 27 ліногравюр.

## Нотатки
1. ↑  Слово султана фемінізований титул ісламського правителя султанa.[6]